# Sunjong
Sunjong, l'empereur Yunghui, né le 25 mars 1874 et mort le 24 avril 1926, est, de 1907 à 1910, le dernier empereur de la dynastie Joseon qui régnait sur la Corée.

## Biographie
Quatrième fils de l'empereur Kojong, il est connu pendant le règne son père sous le nom de « prince héritier Yi Cheok ». Il devient l'empereur Yung-hui en juillet 1907, lorsque les Japonais forcent son père à abdiquer après avoir imposé un traité de protectorat à l'Empire coréen le 17 novembre 1905, à l'issue de la guerre russo-japonaise.
Son règne prend fin lorsque le Japon impose un traité d'annexion de la Corée le 29 août 1910. Il est alors placé par les Japonais en résidence surveillée au palais du Changdeokgung où il meurt le 24 avril 1926.
Marié deux fois, Sunjong n'a pas de descendance.

## Nom complet
Son nom complet est Sa majesté l'empereur Sunjong Munon Muryeong Donin Seonggyeong de Corée
- hangeul : 대한제국순종문온무령돈인성경황제폐하
- hanja : 大韓帝國純宗文溫武寧敦仁誠敬皇帝陛下

## Galerie

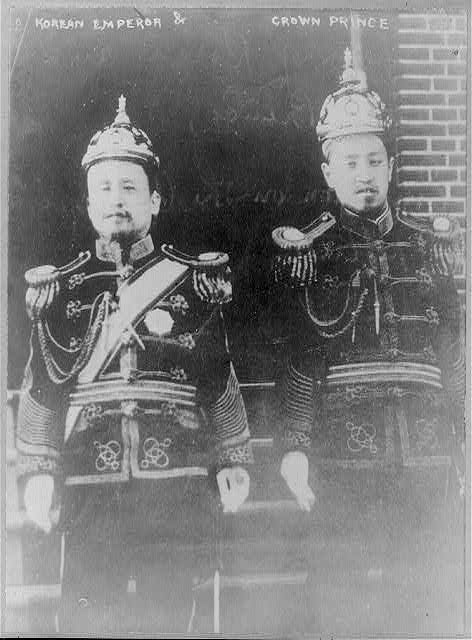
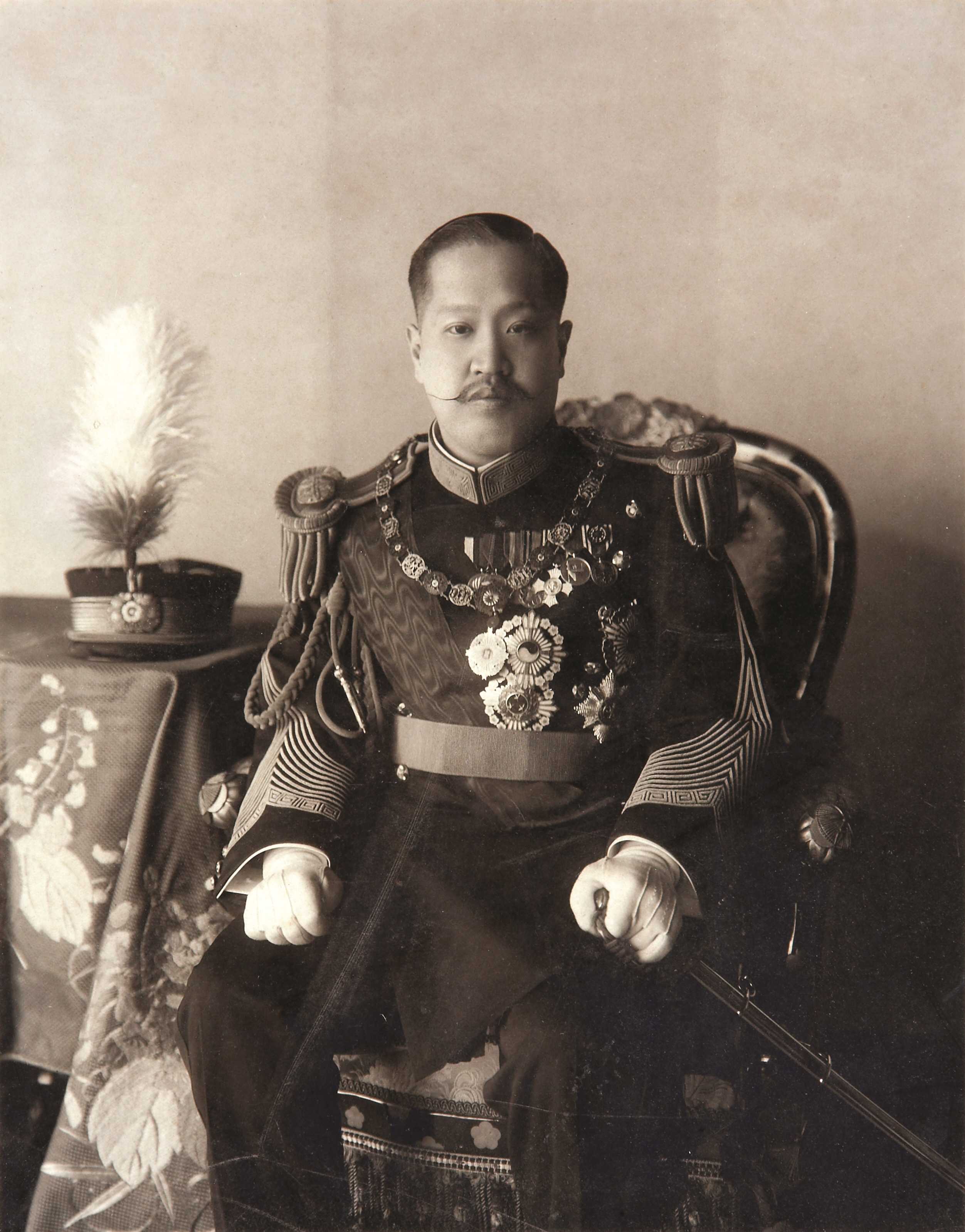
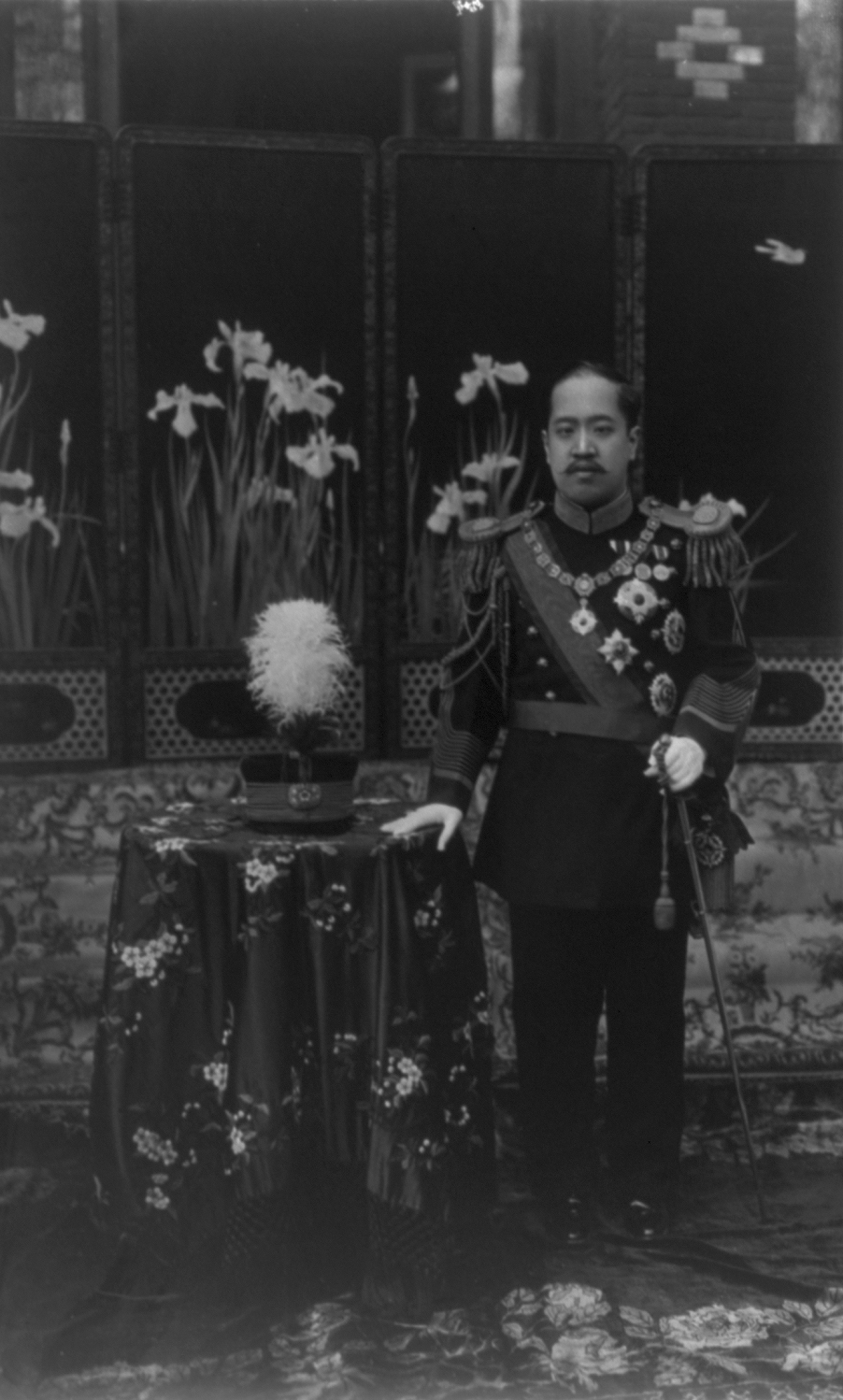